# 1934 en Saskatchewan
Chronologie de la Saskatchewan
- 1930
- 1931
- 1932
- 1933
- 1934
- 1935
- 1936
- 1937
- 1938

Cette page concerne des événements d'actualité qui se sont produits durant l'année 1934 dans la province canadienne de la Saskatchewan.

## Politique

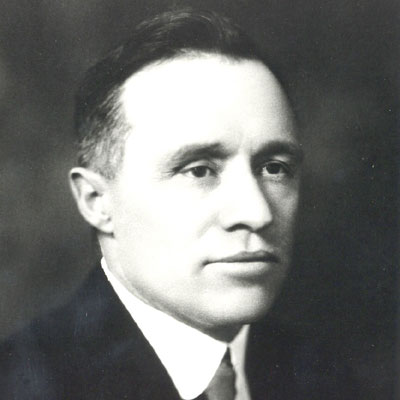
James Garfield Gardiner

- Premier ministre : James T.M. Anderson puis James Garfield Gardiner
- Chef de l'Opposition :
- Lieutenant-gouverneur : Hugh Edwin Munroe
- Législature :

## Événements
- 19 juin : Mitchell Hepburn succède à George Stewart Henry au poste de Premier ministre et en Saskatchewan le Parti libéral conserve sa majorité à l'Assemblée législative ; le Farmer-Labour forme l'opposition officielle.

## Naissances
- Shirley Douglas est une actrice canadienne née en 1934 à Weyburn.